# خورشیدگرفتگی ۲۷ فوریه ۲۰۸۲
خورشیدگرفتگی ۲۷ فوریه ۲۰۸۲ (به انگلیسی: Solar eclipse of February 27, 2082) یک خورشیدگرفتگی از نوع خورشیدگرفتگی حلقه‌ای است. این خورشیدگرفتگی در تاریخ ۲۷ فوریه ۲۰۸۲ میلادی (‎۹ اسفند ۱۴۶۰ خورشیدی) روی خواهد داد که زمان اوج آن، ساعت ۱۴:۴۷:۰۰ به‌وقت ساعت هماهنگ جهانی است. مدت زمان و طول این خورشیدگرفتگی ۸ دقیقه و ۲۱ ثانیه خواهد بود.